# ИАР-12
ИАР-12 (рум. IAR-12) је румунски ловачки авион који је производила фирма Индустрија аеро-наутика романа (рум. Industria Aeronautică Română - IAR). Први лет авиона је извршен 1932. године. 

Највећа брзина у хоризонталном лету је износила 294 km/h. Размах крила је био 11,70 метара а дужина 7,20 метара. Маса празног авиона је износила 1150 килограма а нормална полетна маса 1540 килограма. Био је наоружан са два митраљеза калибра 7,7 милиметара Викерс.

## Наоружање
| Наоружање авиона: ИАР-12       |          |
| Ватрено (стрељачко) наоружање  |          |
| Топ                            |          |
| Митраљез                       |          |
| Број и ознака митраљеза        | 2 Викерс |
| Калибар                        | 7,7      |
| Бомбардерско наоружање (бомбе) |          |
| Ракетно наоружање (ракете)     |          |